# Minamisanriku
Minamisanriku (jap. 南三陸町 Minamisanriku-chō) – miasto w Japonii, na wyspie Honsiu, w prefekturze Miyagi. Według danych na rok 2020 miejscowość zamieszkiwało 12 225 mieszkańców , a gęstość zaludnienia wyniosła 74,8 os./km².